# Vacallo
Vacallo es una comuna suiza del cantón del Tesino, situada en el distrito de Mendrisio, círculo de Caneggio. Limita al norte con la comuna de Breggia, al este con Cernobbio (IT-CO), Maslianico (IT-CO) y Como (IT-CO), al sur con Chiasso, y al oeste con Morbio Inferiore.

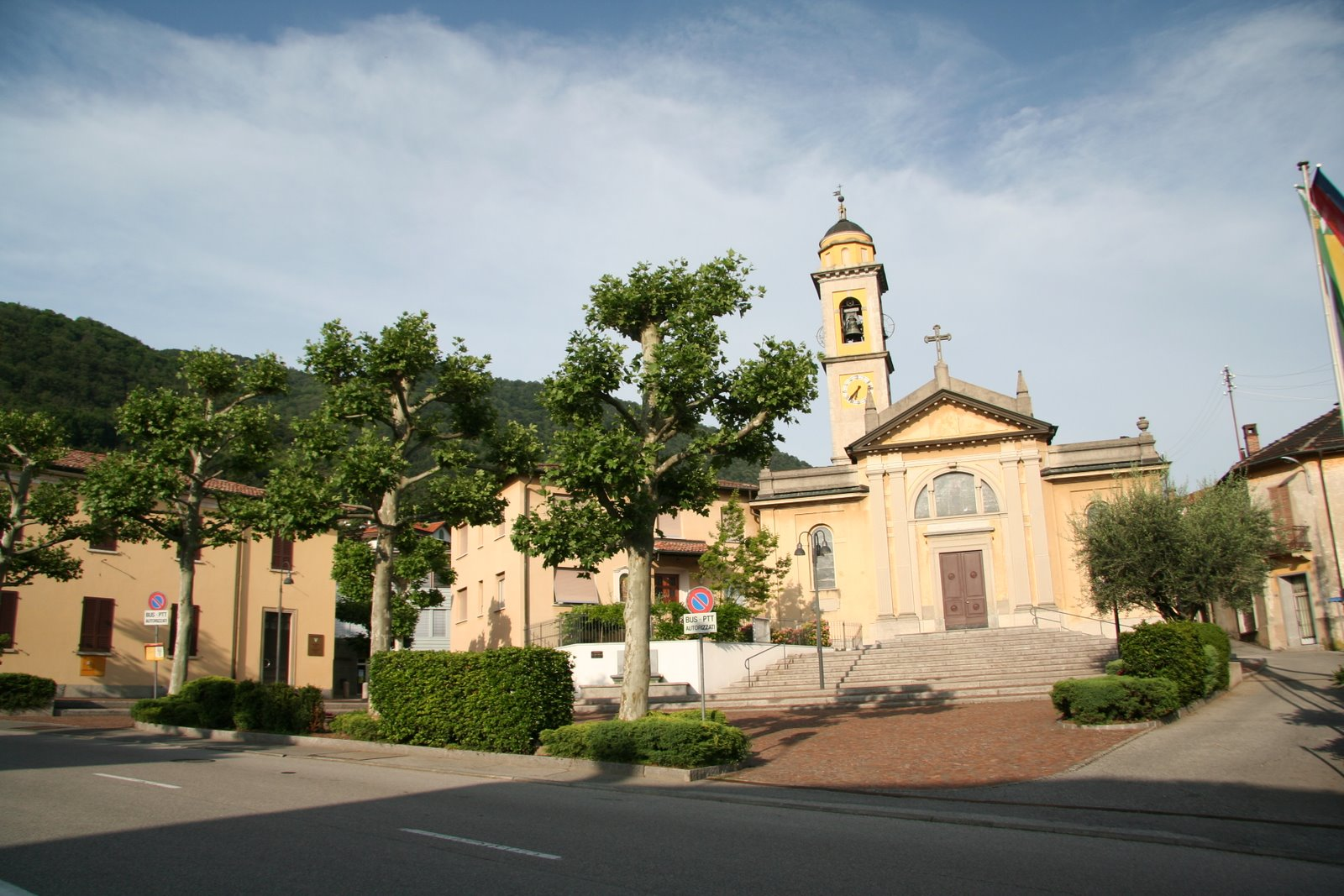
Plaza principal del pueblo.